# 墾丁は今日も晴れ!
『墾丁は今日も晴れ!』（けんてぃんはきょうもはれ、原題：我在墾丁*天氣晴）は台湾のテレビドラマ。
2007年12月15日から2008年2月16日まで台湾の公共電視台で放送された。日本では2010年9月22日から2011年2月23日までホームドラマチャンネルで放送された。全20話。
台湾の第43回電視金鐘奨で戲劇節目編劇獎（ドラマ部門脚本賞）を受賞した。

## キャスト
| 役名                        | 俳優名                        | 役柄 |
| --------------------------- | ----------------------------- | --- |
| ハンウェン （鍾漢文）       | 彭于晏 （エディ・ポン）       | レインのファン。リャンとアズオの幼なじみ。 アナンとサーフショップを共同経営                                                                                   |
| クォ・シャオナン （郭紹南） | 阮經天 （イーサン・ルァン）   | 通称：アナン。イラストレーター。レインの小説の挿絵を担当。 台北でスタジオを経営していたが、資金難のため墾丁へやってくる。ハンウェンとサーフショップを共同経営 |
| シャオウェイ （丁曉緯）     | 張鈞甯 （チャン・チュンニン） | オンライン作家、ペンネームはレイン（雨不停）。 ハンウェンの書き込みを見て墾丁にやってくる                                                                     |
| リャン （方亮羽）           | 李康宜 （リー・カンイ）       | 墾丁国家公園のガイド。ハンウェンとアズオの幼なじみ |
| アズオ （林佐旭）           | 李紹祥 （リー・シャオシャン） | 警官。ハンウェンとリャンの幼なじみ |
| チュウ・イーヤン （楚逸揚） | 鈕承澤 （ニウ・チェンザー）   | 墾丁のリゾート開発のために台北から移り住み肉まん店を経営。 離婚歴があり、元妻と子どもは海外に住んでいる                                                       |

## スタッフ
- 監督 - 鈕承澤（ニウ・チェンザー）

## 主題歌
オープニングテーマ
- 『有你的快樂 / Lost in Paradise』

歌 - 王若琳（ジョアンナ・ウォン）
エンディングテーマ
- 『因為你愛我 / As love begins to mend』

歌 - 王若琳（ジョアンナ・ウォン）

## ソフトウェア

### DVD
販売元：アミューズソフトエンタテインメント
- 「墾丁は今日も晴れ! DVD-BOX1」（2011年8月5日）
- 「墾丁は今日も晴れ! DVD-BOX2」（2011年9月2日）

## 日本国内放送局
| 放送地域 | 放送局                 | 放送期間                      | 放送日時                     | 放送系列 |
| -------- | ---------------------- | ----------------------------- | ---------------------------- | -------- |
| 日本全域 | ホームドラマチャンネル | 2010年9月22日 - 2011年2月24日 | 毎週木曜 25時15分 - 26時15分 | CS放送   |
| 日本全域 | BS日テレ               | 2011年2月2日 - 6月15日        | 毎週水曜 23時00分 - 23時54分 | BS放送   |